# شديقة (القطن)
'

تعديل مصدري - تعديل

شديقة هي إحدى قرى عزلة القطن بمديرية القطن التابعة لمحافظة حضرموت، بلغ تعداد سكانها 248 نسمة حسب تعداد اليمن لعام 2004.